# Molteno (Südafrika)

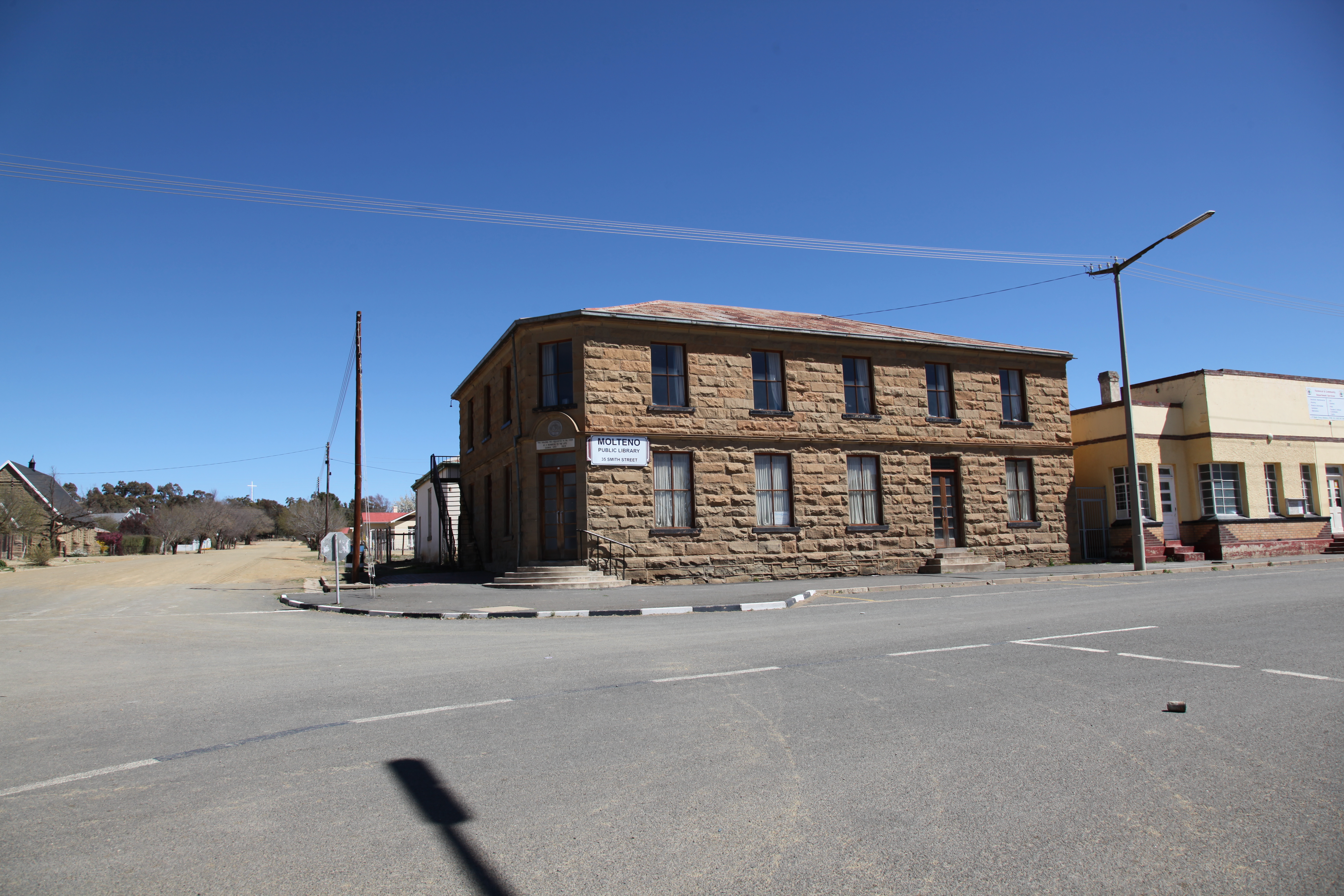
Die öffentliche Bibliothek in Molteno

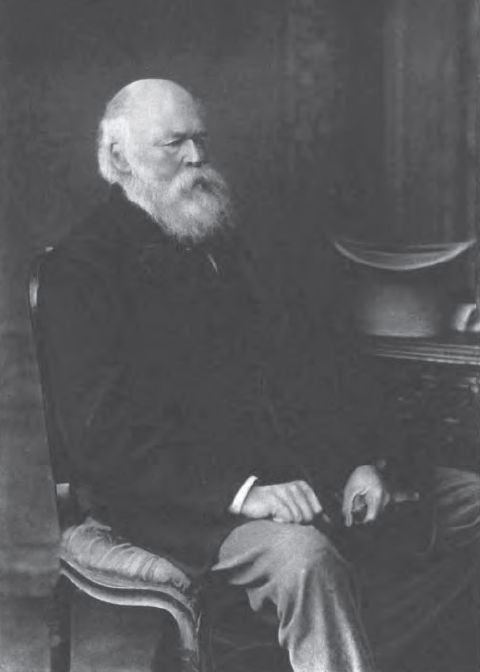
John Charles Molteno, der Namensgeber dieser Ortschaft

Molteno ist eine Stadt in der südafrikanischen Provinz Ostkap. Sie liegt in der Gemeinde Enoch Mgijima im Distrikt Chris Hani. 2011 hatte sie 11.553 Einwohner. Die Stadt erhielt ihren Namen nach Sir John Charles Molteno, dem ersten Premierminister der Kapkolonie. Bis 2016 war sie Verwaltungssitz der Gemeinde Inkwanca.
Das östlich von Molteno liegende Gebiet der Gemeinde Emalahleni erhielt seinen Namen aus einer Bantusprache und bedeutet Kohle.

## Geschichte
Die Entdeckung der Steinkohlelagerstätten bei Molteno bot in Südafrika bereits relativ früh die Grundlage für den Bau von Kohlekraftwerken. In der Anfangszeit des Abbaus wurde die Kohle mit Ochsenwagen zu den Abnehmern geliefert. Dazu zählte vor allem die Stadt Kimberley mit ihren nahen Diamantenfeldern. Die Förderung belief sich im Jahr 1885 auf eine Menge von 14.500 Tonnen. Kimberley war die erste Stadt Südafrikas, die elektrischen Strom erzeugte.
Molteno entwickelte sich als Siedlung seit 1874. George Vice, ein ehemaliger Farmer und Captain der Molteno Mounted Rangers, wird als der Vater von Molteno bezeichnet. Er entdeckte unweit der Stadt Kohlelagerstätten. Hier entstand 1864 die erste Kohlenzeche Südafrikas. Die Stadtgründung erfolgte am 7. September 1883. Wenige Jahre später, am 10. Dezember 1899, fand während des Zweiten Burenkrieges nahe der Stadt die Schlacht von Stormberg statt.

## Geographie
Molteno liegt am Rand der Großen Karoo und im Bergland zwischen Stormbergmassiv (Stormberg Mountains) und Bamboesberg.
Über eine Eisenbahnstrecke ist die Stadt mit Middelburg im Westen, Aliwal North und Bloemfontein im Norden, Queenstown und East London im Süden sowie Nqanqarhu im Osten verbunden. Fernstraßen führen zu denselben Zielorten. Molteno liegt an der Regionalstraße R56.
In der Nähe der Stadt verläuft die Wasserscheide zwischen den Entwässerungsgebieten zum Atlantischen und Indischen Ozean. Die nördlich der Wasserscheide liegenden Gebiete gehören zum Einzugsgebiet des Oranje-Flusses, der dem Atlantik zufließt.

## Geologie
Die Steinkohlenflöze sind wechsellagernd zwischen schwarzen Tonschieferschichten eingebettet und streichen in östliche Richtung bis Dordrecht und in die Region von Indwe, wonach die Molteno-Indwe-Lagerstätte ihren Namen erhielt. Es handelt sich um die einzigen Kohlevorkommen der Provinz Eastern Cape, die von wirtschaftlicher Bedeutung sind. Ihre Kohlenflöze liegen eng und haben einen hohen Aschengehalt. Die Kohlefelder der Molteno-Formation in der Stormberg-Gruppe sind entstehungsgeschichtlich die jüngsten innerhalb der Karoo-Sequenz Südafrikas.
Nach Molteno ist die gleichnamige Formation der Stormberg-Gruppe innerhalb der Karoo-Supergruppe benannt.

## Wirtschaft
Ein weiterer Rohstoff der Umgebung ist ein hellgrauer und feinkörniger Sandstein. Er wird seit Jahrzehnten abgebaut und ist auch bei der Errichtung städtischer Gebäude verwendet worden. An diesem Werkstein bestand internationales Interesse.

## Sehenswürdigkeiten
- Farm-Museum
- Felszeichnungen der San in der Umgebung von Molteno
- Gedenkorte der Schlacht von Stormberg
- Kohlenmine
- Johannes Meintjies Art Gallery
- Stadtmuseum (Molteno museum)